# Ardenner (hønserace)
Ardenner er en hønserace, der stammer fra Belgien. Dens hoved, kam og hagelapper har en sær mørk lillaagtig farve. Den har meget mørke og nogle gange helt sorte ben. Racen findes også i en haleløs variant, haleløse høns skulle være sværere at fange for ræve, da ræven dermed har mindre at kunne gribe fat i. Man gør klogt i at holde racen indespærret, da den sagtens ville kunne klare sig i det fri.
Hanen vejer 1,75 – 2,5 kg, og hønen vejer 1,5 – 1,75 kg. De lægger årligt 190 hvide æg à 60 gram. Racen findes også i en noget sjældnere dværgform.

## Farvevariationer
- Agerhønefarvet
- Hvid
- Sort
- Sort guldhalset
- Sølv og guld laksefarvet